# 히라카와 유
히라카와 유(일본어: 平河 悠, 2001년 1월 3일~)는 일본의 축구 선수이다.

## 구단 경력
2021년 J2리그의 FC 마치다 젤비아에 입단하였다. 2023년 J2리그 우승으로 J1리그로 승격하였다. 2024년 브리스틀 시티 FC로 이적했다.

## 국가대표팀 경력
그는 2024년 AFC U-23 아시안컵에 참가할 일본 U-23 국가대표팀에 발탁되었으며, 우승에 기여했다. 2024년 하계 올림픽에도 출전, 1경기에 출전, 8강 진출.
2025년 FIFA 월드컵 예선에 참가할 일본 국가대표팀에 발탁되었으며, 6월 5일 오스트레일리아와의 경기에서 데뷔했다.